# Vili Petrič
Vili (Viljem) Petrič, slovenski harmonikar in trobentar, * 1942, Trnovlje pri Celju.

## Pot glasbenika
V številni družini so se našli štirje bratje, ki so se ukvarjali z glasbo in ustanovili Ansambel Vilija Petriča. Dva med njimi, Vili in Valter, sta kasneje tudi končala kot profesionalna glasbenika, kot pomemben člen pa se jim je pridružila pevka in kasnejša Vilijeva soproga Majda Renko. Na Akademiji za glasbo v Ljubljani je diplomiral na trobenti. Poleg pisanja skladb in igranja harmonike ter orgel, je bil na mestu trobentarja-solista redno zaposlen v Simfoničnem orkestru RTVS.
Njegova hči Majda Petrič Facchinetti je slovenska violinistka.